# Kamp Uckermark
Kamp Uckermark (Duits: Jugendschutzlager Uckermark) was een concentratiekamp dat 1 juni 1942 werd geopend. Op de officiële Duitse lijst van concentratiekampen heeft Uckermark nummer 648 (zie ook 1490). Uckermark was aanvankelijk een interneringskamp voor duizend jonge vrouwen, maar deed in de laatste paar maanden dienst als vernietigingskamp.

## Geschiedenis
Uckermark werd in mei 1942 naast het vrouwenkamp Ravensbrück geopend. In de eerste jaren deed het kamp dienst als een zogenaamd Mädchen-Internierungslager. In dit kamp werden vrouwen geplaatst in de leeftijd van 16 tot 21 jaar. Indien men de leeftijdsgrens overschreed, werd men overgeplaatst naar het vrouwenkamp Ravensbrück. Het kamp behield deze functie tot het einde van 1944. Er werden meisjes geplaatst die volgens de nationaalsocialistische normen moesten worden heropgevoed. Spreken met een Jood kon al voldoende grond zijn om een meisje in het kamp te plaatsen. In het kamp gold een vierentwintig-uurs spreekverbod.
Te Moringen bestond van juni 1940 tot april 1945 een soortgelijk kamp voor jongens en jongemannen.
In 1945 kreeg het concentratiekamp een andere functie. In plaats van een Mädchen-Internierungslager, ging het dienstdoen als een vernietigingskamp. Tussen januari en maart 1945 werden er in dit kamp ongeveer vijfduizend vrouwen en kinderen vermoord. Dat gebeurde in een provisorische gaskamer door middel van vergiftiging. Het kamp werd in de nacht van 29 op 30 april 1945 door het Rode Leger bevrijd. In totaal overleefden ongeveer vijfhonderd personen kamp Uckermark.

## Huidige staat
Na de oorlog is het kamp enige tijd als ziekenhuis in gebruik geweest. Daarna heeft het Rode Leger het kamp enige jaren gebruikt om het vervolgens plat te branden. Tegenwoordig kan men de plaats waar het concentratiekamp vroeger was bezoeken. Op deze plaats zijn nog enkele delen van de fundamenten te zien. De vervallen gebouwen die er nu staan zijn van naoorlogse Russische makelij.